# Anthicus sepultulus
Anthicus sepultulus là một loài bọ cánh cứng trong họ Anthicidae. Loài này được Cockerell miêu tả khoa học năm 1926.